# Mustasaari (ö i Finland, Mellersta Finland, Saarijärvi-Viitasaari, lat 63,01, long 25,02)
Mustasaari är en ö i Finland. Den ligger i sjön Ylä-Viivajärvi och i kommunen Karstula i den ekonomiska regionen  Saarijärvi-Viitasaari och landskapet Mellersta Finland, i den centrala delen av landet, 300 km norr om huvudstaden Helsingfors. Öns area är 0,1 hektar och dess största längd är 50 meter i öst-västlig riktning.